# Canton de Rueil-Malmaison
Le canton de Rueil-Malmaison est une circonscription électorale française située dans le département des Hauts-de-Seine et la région Île-de-France.
À la suite du redécoupage cantonal de 2014, le nombre de communes du canton reste inchangé.

## Histoire
Le canton est créé par décret du 28 janvier 1964, publié au Journal Officiel le 30 janvier 1964, par division du Canton de Marly-le-Roi.
Par décret du 26 février 2014, le nombre de cantons du département est divisé par deux, avec mise en application aux élections départementales de mars 2015. Le canton de Rueil-Malmaison est conservé et couvre désormais la totalité de la commune.

## Représentation

### Représentation avant 2015
| Période | Période | Identité          | Étiquette             | Qualité                                                                                               |
| ------- | ------- | ----------------- | --------------------- | --- |
| 1964    | 1973    | Michel Duffour    | PCF                   | Instituteur Elu en 1998 dans le Canton de Nanterre-Sud-Ouest                                          |
| 1973    | 1992    | Marcel Noutary    | UDF-CDS               | Premier adjoint au maire de Rueil-Malmaison (1971-1995) Vice-président du Conseil général (1982-1992) |
| 1992    | 2015    | Jean-Claude Caron | UMP puis RPF puis DVD | Administrateur territorial Adjoint au maire de Rueil-Malmaison Vice-président du conseil général      |

### Représentation depuis 2015
| Période élective | Période élective | Mandat | Mandat   | Identité            | Nuance | Nuance | Qualité                                                                         |
| ---------------- | ---------------- | ------ | -------- | ------------------- | ------ | ------ | ------------------------------------------------------------------------------- |
| 2015             | 2021             | 2015   | 2021     | Rita Demblon-Pollet |        | UDI    | Chef d'entreprise Adjointe au maire de Rueil-Malmaison                          |
| 2015             | 2021             | 2015   | 2021     | Yves Menel          |        | LR     | Adjoint au maire de Garches Conseiller général du canton de Garches (2007-2015) |
| 2021             | 2028             | 2021   | en cours | Rita Demblon        |        | UDI    | Conseillère sortante Conseillère départementale déléguée à la famille           |
| 2021             | 2028             | 2021   | en cours | Xabi Elizagoyen     |        | LR     | Chargé de développement Adjoint au maire de Rueil-Malmaison                     |

### Résultats détaillés

#### Élections de mars 2015
À l'issue du 1er tour des élections départementales de 2015, deux binômes sont en ballottage : Rita Demblon et Yves Menel (Union de la Droite, 41,03 %) et François Andia et Martine Jambon (PS, 16,72 %). Le taux de participation est de 45,67 % (25 131 votants sur 55 024 inscrits) contre 46,11 % au niveau départemental et 50,17 % au niveau national.
Au second tour, Rita Demblon et Yves Menel (Union de la Droite) sont élus avec 69 % des suffrages exprimés et un taux de participation de 39,84 % (14 096 voix pour 21 920 votants et 55 024 inscrits).

#### Élections de juin 2021
Le premier tour des élections départementales de 2021 est marqué par un très faible taux de participation (33,26 % au niveau national). Dans le canton de Rueil-Malmaison, ce taux de participation est de 34,26 % (18 744 votants sur 54 715 inscrits) contre 35,09 % au niveau départemental. À l'issue de ce premier tour, deux binômes sont en ballottage : Rita Demblon et Xabi Elizagoyen (Union au centre et à droite, 30,21 %) et Xavier Ginoux et Armelle Kraffmuller (REM, 26,29 %).
Le second tour des élections est marqué une nouvelle fois par une abstention massive équivalente au premier tour. Les taux de participation sont de 34,36 % au niveau national, 37,05 % dans le département et 35,42 % dans le canton de Rueil-Malmaison. Rita Demblon et Xabi Elizagoyen (Union au centre et à droite) sont élus avec 55,93 % des suffrages exprimés (9 727 voix pour 19 382 votants et 54 720 inscrits),,. 

## Composition

### Composition avant 2015
Le canton de Rueil-Malmaison ne recouvrait que le nord et le centre de la commune de Rueil-Malmaison. Le sud de la commune était inclus dans le canton de Garches.

### Composition depuis 2015
Le canton de Rueil-Malmaison comprend désormais une commune entière.
| Nom                                     | Code Insee | Intercommunalité         | Superficie (km2) | Population (dernière pop. légale) | Densité (hab./km2) | Modifier                                    |
| --------------------------------------- | ---------- | ------------------------ | ---------------- | --------------------------------- | ------------------ | ------------------------------------------- |
| Rueil-Malmaison (bureau centralisateur) | 92063      | Métropole du Grand Paris | 14,70            | 80 842 (2022)                     | 5 499              | modifier les données · modifier les données |
| Canton de Rueil-Malmaison               | 9222       |                          |                  | 80 842 (2022)                     |                    | modifier les données                        |

## Démographie

### Démographie avant 2015
| 1968 | 1975 | 1982 | 1990   | 1999   | 2006   | 2011   | 2012   |
| ---- | ---- | ---- | ------ | ------ | ------ | ------ | ------ |
| -    | -    | -    | 43 814 | 49 911 | 52 334 | 54 325 | 54 287 |

### Démographie depuis 2015
En 2022, le canton comptait 80 842 habitants, en évolution de +3,39 % par rapport à 2016 (Hauts-de-Seine : +2,75 %, France hors Mayotte : +2,11 %).
| 2013   | 2018   | 2022   |
| ------ | ------ | ------ |
| 79 762 | 77 986 | 80 842 |